# Sora (Frosinone)
Sora é uma comuna italiana da região do Lácio, província de Frosinone, com cerca de 27 250 habitantes. Estende-se por uma área de 71 km², tendo uma densidade populacional de 342 hab/km². Faz fronteira com Arpino, Balsorano (AQ), Broccostella, Campoli Appennino, Castelliri, Isola del Liri, Monte San Giovanni Campano, Pescosolido, Veroli.

## Demografia
| Variação demográfica do município entre 1861 e 2011                               |
|                                                                                   |
| Fonte: Istituto Nazionale di Statistica (ISTAT) - Elaboração gráfica da Wikipedia |